# Eristalinus aeneus
Eristalinus aeneus là một loài ruồi trong họ Ruồi giả ong (Syrphidae). Loài này được Scopoli mô tả khoa học đầu tiên năm 1763. Eristalinus aeneus phân bố ở vùng Cổ Bắc giới (Đan Mạch)

## Hình ảnh

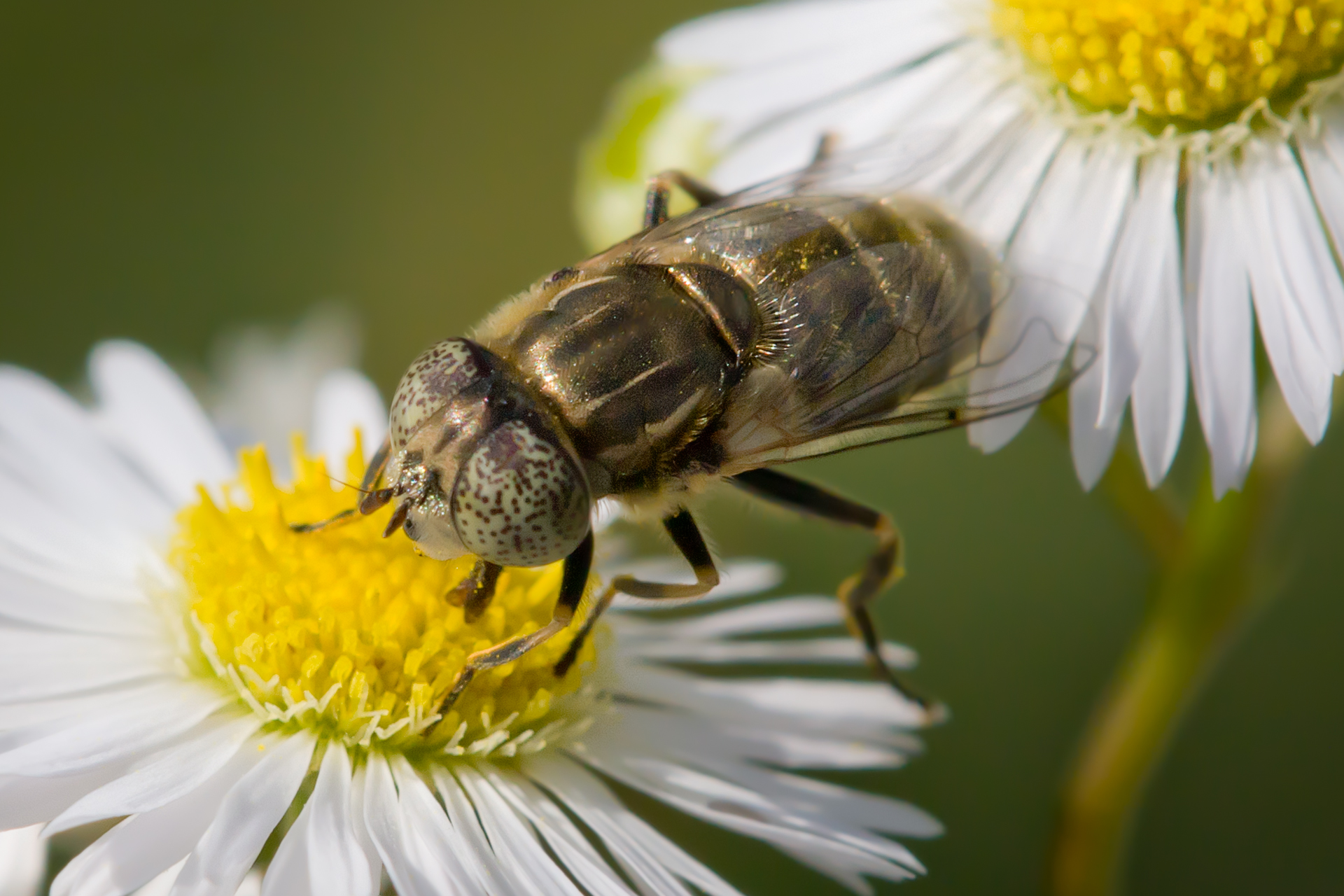
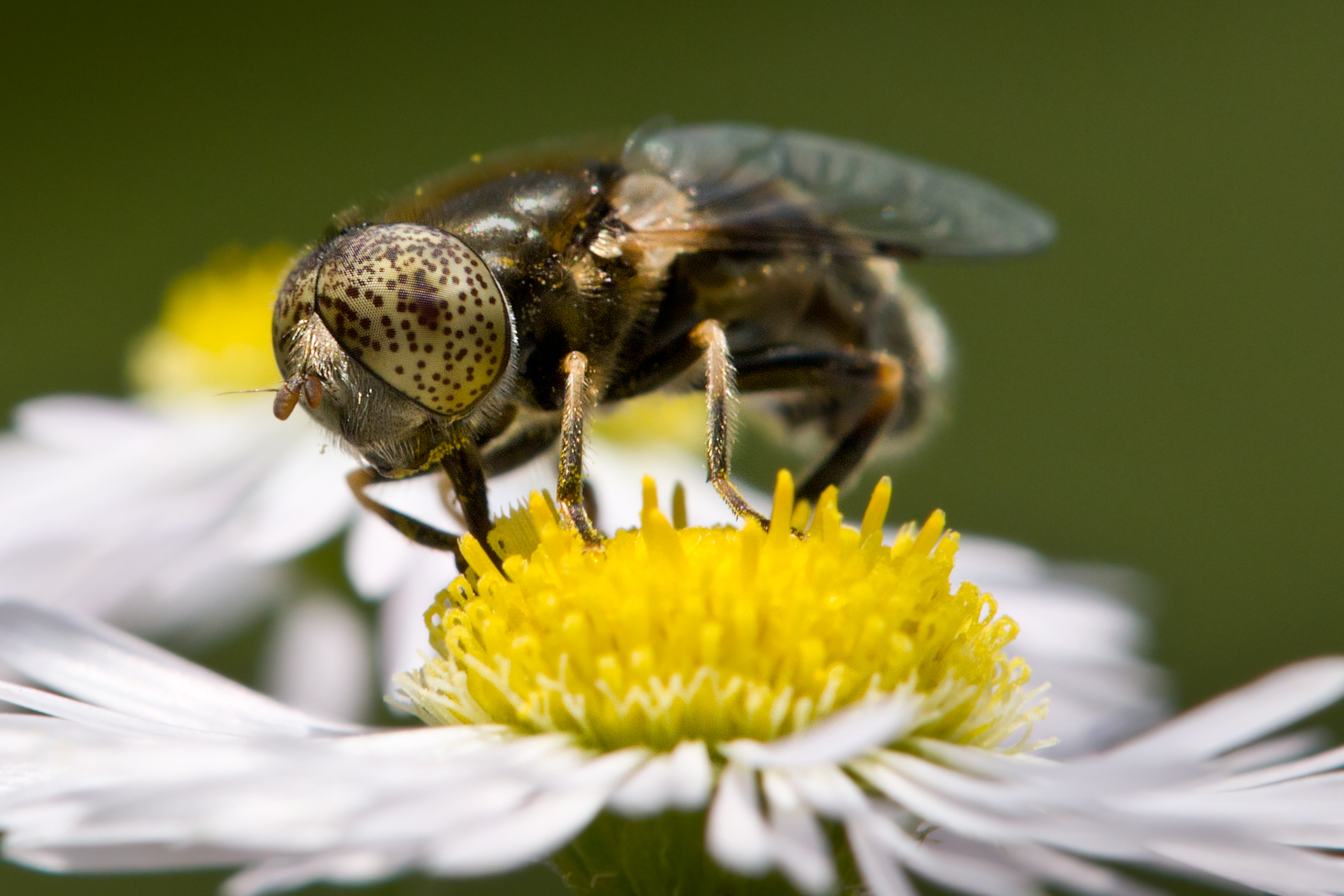
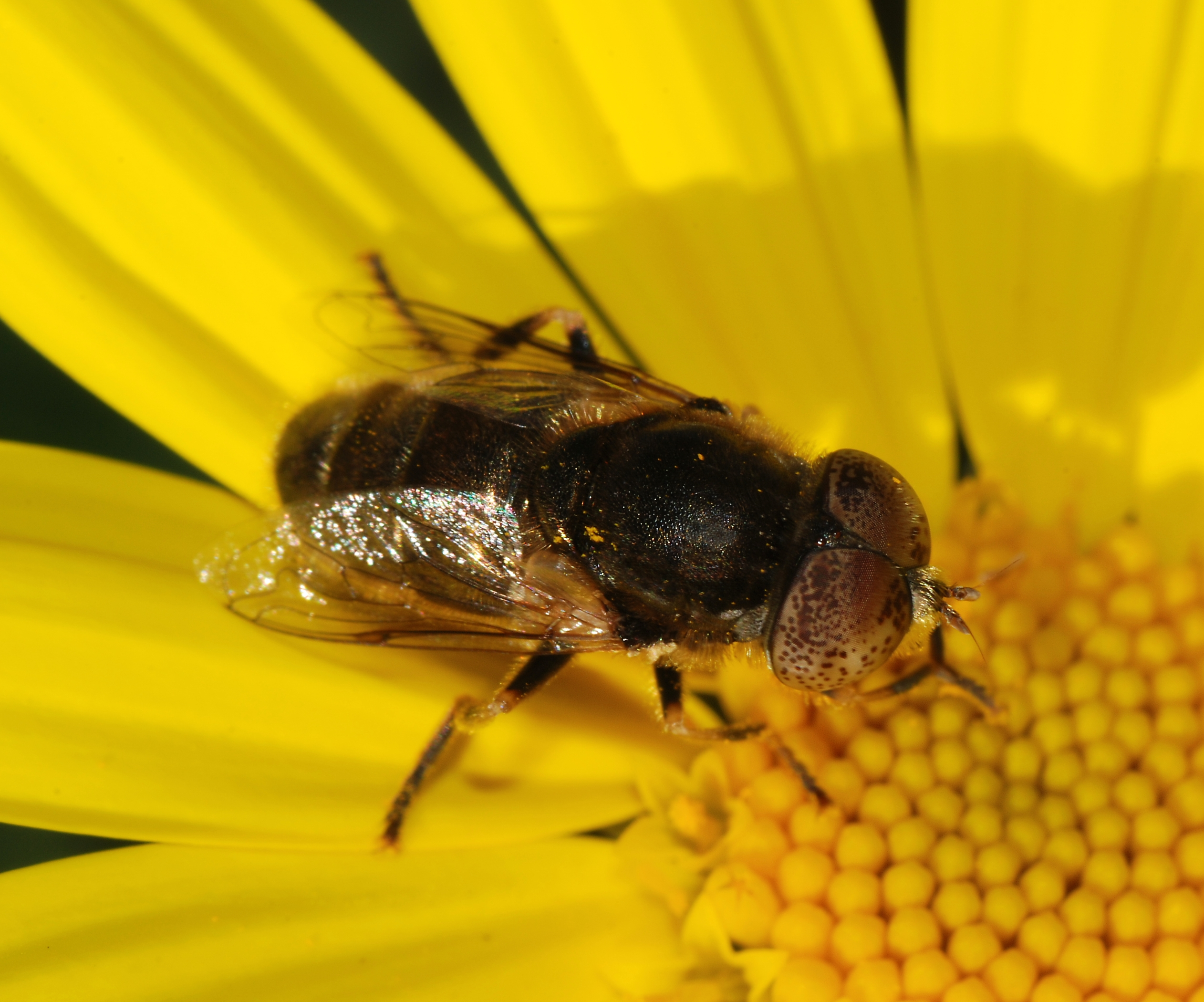